# Championnat de Finlande de football 1933
Navigation
Saison précédente Saison suivante
La saison 1933 du Championnat de Finlande de football était la 4e édition du championnat de première division en Finlande. Les huit meilleurs clubs du pays sont regroupés au sein d'un poule unique où chaque formation rencontre tous ses adversaires deux fois. Les deux derniers du classement en fin de saison sont relégués et remplacés par les deux meilleurs clubs de deuxième division.
C'est le HIFK qui remporte la compétition après un parcours quasi parfait (13 victoires et un match nul). C'est le 3e titre de champion de Finlande de l'histoire du club.

## Les 8 clubs participants
- HIFK
- TPS Turku
- VPS Vaasa
- Åbo IFK
- HJK Helsinki - Promu de D2
- HPS Helsinki
- Ekenäs IF - Promu de D2
- Sudet Viipuri

## Compétition

### Classement
Le barème de points servant à établir le classement se décompose ainsi :
- Victoire : 2 points
- Match nul : 1 point
- Défaite : 0 point

| Rang | Équipe         | Pts | J  | G  | N | P  | Bp | Bc | Diff |
| ---- | -------------- | --- | -- | -- | - | -- | -- | -- | ---- |
| 1    | HIFK           | 27  | 14 | 13 | 1 | 0  | 67 | 13 | +54  |
| 2    | HJK Helsinki P | 16  | 14 | 5  | 6 | 3  | 20 | 14 | +6   |
| 3    | Sudet Viipuri  | 16  | 14 | 5  | 6 | 3  | 22 | 16 | +6   |
| 4    | TPS Turku      | 15  | 14 | 5  | 5 | 4  | 29 | 21 | +8   |
| 5    | Åbo IFK        | 14  | 14 | 6  | 2 | 6  | 28 | 32 | -4   |
| 6    | HPS Helsinki T | 13  | 14 | 5  | 3 | 6  | 27 | 19 | +8   |
| 7    | VPS Vaasa      | 11  | 14 | 5  | 1 | 8  | 34 | 40 | -6   |
| 8    | Ekenäs IF P    | 0   | 14 | 0  | 0 | 14 | 11 | 83 | -72  |

|  | Champion de Finlande 1933           |
|  | Relégation en deuxième division     |
|  | T : Tenant du titre P : Promu de D2 |

## Bilan de la saison
| Championnat de Finlande de football 1933 |                 |
| Champion                                 | HIFK (3e titre) |
| Promotions et relégations                |                 |
| Promus en Mestaruussarja                 | HT Helsinki     |
| Promus en Mestaruussarja                 | UL Turku        |
| Relégués en Ykkönen                      | VPS Vaasa       |
| Relégués en Ykkönen                      | Ekenäs IF       |